# Антон Ландер
Свен Антон Ландер (швед. Sven Anton Lander; 24 квітня 1991, м. Тімро, Швеція) — шведський хокеїст, центральний нападник. Виступає за «Едмонтон Ойлерс» у Національній хокейній лізі.
Вихованець хокейної школи ХК «Тімро». Виступав за ХК «Тімро», «Едмонтон Ойлерс», «Оклахома-Сіті Беронс» (АХЛ).
В чемпіонатах Швеції — 177 матчів (22+31), у плей-оф — 22 матчі (0+2). В чемпіонатах НХЛ — 132 матчі (8+20).
У складі національної збірної Швеції учасник чемпіонату світу 2015 (8 матчів, 3+4); учасник EHT 2015 (2 матчі, 1+1). У складі молодіжної збірної Швеції учасник чемпіонатів світу 2010 і 2011. У складі юніорської збірної Швеції учасник чемпіонатів світу 2008 і 2009.
Досягнення
- Бронзовий призер молодіжного чемпіонату світу (2010)